# پنترزویل (جورجیا)
پنترزویل (به انگلیسی: Panthersville) یک منطقهٔ مسکونی در ایالات متحده آمریکا است که در شهرستان دیکلب، جورجیا واقع شده‌است. پنترزویل ۹٫۷ کیلومتر مربع مساحت و ۹٬۷۴۹ نفر جمعیت دارد و ۲۷۱ متر بالاتر از سطح دریا واقع شده‌است.